# Полікровський Роман Степанович
Роман Степанович Полікровський (нар. 24 грудня 1979, м. Збараж, Тернопільська область) — український громадсько-політичний діяч, підприємець. Міський голова Збаража від 10 червня 2014 року. Кавалер ордена «За заслуги» III ступеня (2014).

## Життєпис
Роман Полікровський народився 24 грудня 1979 року в місті Збаражі Тернопільської области в сім'ї робітників.
Закінчив Збаразьку загальноосвітню школу № 2 (1995), Збаразьке професійно-технічне училище (1998), факультет економіки підприємств Тернопільського національного економічного університету (2008, спеціальність — економіка підприємств), Національну академію державного управління при Президентові України. Працював електромонтером Збаразької центральної районної лікарні (1998—2001), приватним підприємцем (2008—2010), менеджером автосервісу (2010—2012).

### Громадсько-політична діяльність
Співзасновник та керівник Тернопільської обласної благодійної організації «Дім Милосердя» (2007).
Депутат Збаразької районної ради (2010). Голова постійної комісії з питань духовності, культури, мистецтва та національного відродження.
Від 10 червня 2014 року — міський голова Збаража.

## Родина
Одружений. Дружина — Тетяна, президент Тернопільської обласної благодійної організації «Дім Милосердя»; мають п'ятьох дітей.

## Відзнаки
- орден «За заслуги» III ступеня (7 грудня 2015) — за вагомий особистий внесок у державне будівництво, розвиток місцевого самоврядування, багаторічну сумлінну працю і високий професіоналізм[1];
- Грамота Верховної Ради України (2017)[2].